# Matra Djet
Der Matra DJET war ein  Sportcoupé des Automobilherstellers Matra.

## René Bonnet DJET 1962 bis 1964 / Matra JET 1964 bis 1968
Die Geschichte des Djet geht auf den Konstrukteur René Bonnet zurück. 1962 arbeitete Bonnet an dem von einem Mittelmotor angetriebenen Djet und einem Formel-3-Wagen. Das französische Unternehmen Matra trat dabei nur als Sponsor auf. Doch im Oktober 1964 geriet Bonnet in Zahlungsschwierigkeiten und Matra wurde zum Automobilhersteller, teils um das Geld wieder hereinzubringen, teils um den Namen bekannt zu machen und nicht zuletzt aus Sportbegeisterung. Bereits 1965 gewann Matra auf Anhieb die Formel-3-Meisterschaft in Frankreich. Vier Jahre später war Matra Formel-1-Weltmeister.
Nach der Übernahme durch MATRA wurde nur noch der Djet weitergebaut, jetzt unter dem Namen Matra Jet. Nur drei Monate arbeitete Bonnet noch für Matra, dann wechselte der Simca-Ingenieur Philippe Guedon zu Matra. Bis 1967 wurde der Jet weiterentwickelt, dann kam der Matra 530 auf den Markt.

## Technische Daten

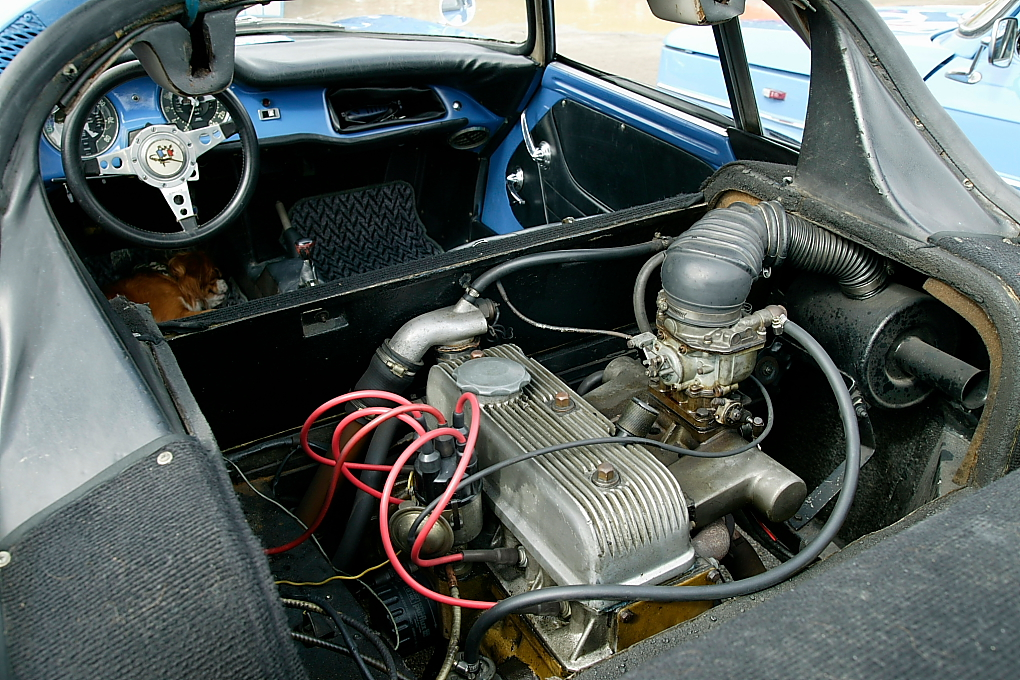
Djet V: Motorraum

- Motor: Renault 8 (Gordini) wassergekühlter Vierzylinder-Viertakt-Motor, längs vor der Hinterachse. Nockenwellenantrieb durch Steuerkette, Ventilsteuerung über Stößel, Stoßstangen und Kipphebel, Zenith- oder zwei Solex-Doppelvergaser
- Hubraum: 1108 cm³   /  1255 cm³
- Leistung:  70 (Djet 5) bis 105 PS (Jet 6)
- Getriebe: Viergang, vollsynchronisiert
- Chassis: Zentralrohrrahmen mit zusätzlichem Rohrfachwerkgitter an den Achsen
- Karosserie: Kunststoff auf Plattformrahmen
- Vorderachse: Einzelradaufhängung an doppelten Dreieckslenkern, Schraubenfedern, Stabilisator und Teleskopdämpfern
- Hinterachse: Pendelachse
- Abmessungen bis Oktober 1964:   3900 × 1400 × 1150 mm (René Bonnet)
- Abmessungen ab Oktober 1964:  4200 × 1250 × 1200 mm
- Radstand: 2400 mm
- Höchstgeschwindigkeit: bis 210 km/h (Jet 6; Werksangabe)
- Bauzeit: 1962 bis 1968
- Stückzahl: 1689 (davon 198 René Bonnet)

## Trivia
Der sowjetische Kosmonaut Juri Gagarin soll 1965 von der französischen Regierung ein Matra DJET geschenkt bekommen haben. Ein in der Netzkultur prominentes Foto zeigt ihn an der offenen Fahrertür stehend vor einem Raumfahrtmonument.